# Художественная гимнастика на летних Олимпийских играх 2016
Соревнования по художественной гимнастике на летних Олимпийских играх 2016 проходили с 19 по 21 августа. 96 спортсменок разыграли два комплекта медалей. Соревнования проходили на HSBC-арене.

## Медали

### Общий зачёт
(Жирным выделено самое большое количество медалей в своей категории; принимающая страна также выделена)
| Общее количество медалей |          |        |         |        |       |
| Место                    | Страна   | Золото | Серебро | Бронза | Всего |
| 1                        | Россия   | 2      | 1       | 0      | 3     |
| 2                        | Испания  | 0      | 1       | 0      | 1     |
| 3                        | Болгария | 0      | 0       | 1      | 1     |
| 3                        | Украина  | 0      | 0       | 1      | 1     |
| Всего                    | Всего    | 2      | 2       | 2      | 6     |

### Медалисты
| Дисциплина           | Золото                                                                                                  | Серебро                                                                                   | Бронза |
| Личное многоборье    | Маргарита Мамун Россия                                                                                  | Яна Кудрявцева Россия                                                                     | Анна Ризатдинова Украина                                                                                               |
| Групповое многоборье | Россия · Вера Бирюкова · Анастасия Близнюк · Анастасия Максимова · Анастасия Татарева · Мария Толкачёва | Испания · Сандра Агилар · Артеми Гавесу · Алехандра Кереда · Элена Лопес · Лурдес Моэдано | Болгария · Любомира Казанова · Ренета Камберова · Михаэла Маевска-Величкова · Цветелина Найденова · Христиана Тодорова |

## Место проведения
| HSBC-арена          |
| ------------------- |
|                     |
| Вместимость: 15 000 |

## Судейское жюри
Члены судейского жюри были выбраны исполнительным комитетом Международной федерации гимнастики в Лозанне в декабре 2015 года.
Председатель —  Наталья Кузьмина.
Члены жюри:
- Лаура Патрисия Акоста Родригес
- Мария Гигова
- Даниэла Делле Кьяйе
- Сихоко Секита
- Кэролайн Хант
- Любовь Черкашина
- Ноха Абу Шабана

Судьи трудности:
- Валентина Багриева
- Румяна Бурова
- Мария де Лурдес Авила Карвальо
- Викки Хокинс

Судьи артистизма:
- Ариэль Миланезио
- Мари Мольтубакк
- Оране Сутер
- Эвангелия Трикомити

Судьи техники:
- Наталья Бесчастная
- Шпела Драгаш
- Бланка Млейнкова
- Ивана Мотоликова
- Милена Релин-Татич
- Мирьяна Старчевич-Боснар
- Мария Эухения Фигероа Чан